# Forca Caruso
Forca Caruso è un valico dell'Appennino abruzzese, situato in Abruzzo in provincia dell'Aquila, che mette in collegamento la piana del Fucino, nella Marsica, con la valle Subequana e la valle Peligna.

## Storia

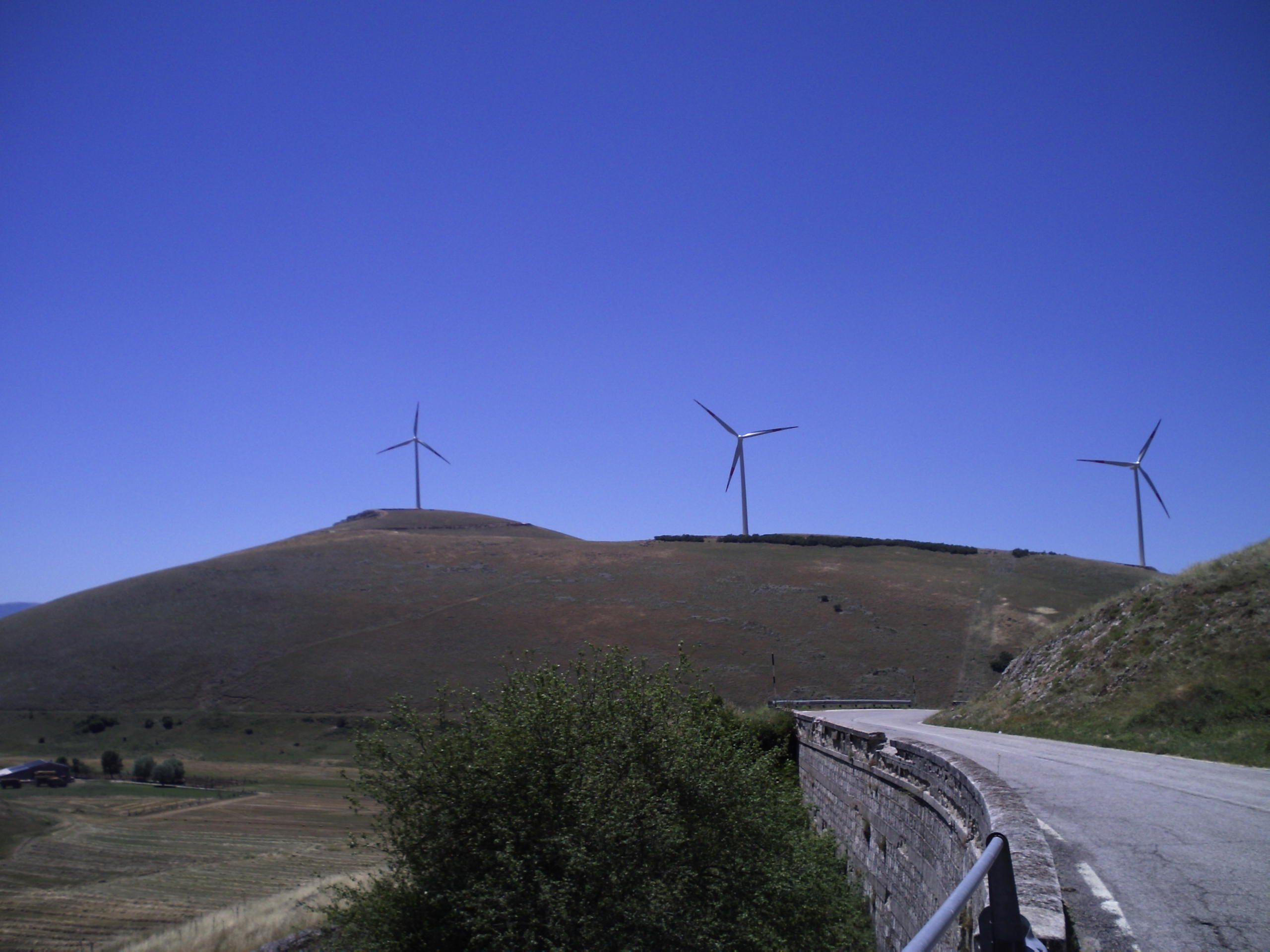
La strada statale 5 Via Tiburtina Valeria nei pressi del parco eolico

Dal IX secolo a.C., nonché dall'età romana fino all'epoca moderna, il passo rappresentò un punto cruciale con la funzione di collegare Roma ad Aternum e a tutta la costa abruzzese attraverso la via Valeria. In epoca romana e nell'Alto Medioevo il valico era noto con il nome di Mons Imeus ("Mons Imaeus") come riportato anche sulla tavola Peutingeriana, antica carta che mostra le vie militari dell'Impero romano, mentre in seguito acquisì il toponimo di Furca Ferrati.
Nei pressi del passo si trovano alcune tracce che sarebbero relative a Cerfennia, antica città marsa situata tra Marruvium e Corfinium, oltre ai ruderi di fortificazioni medievali. Il passo è stato un punto strategico per difendersi dagli invasori come nel 937, anno della cruenta battaglia che schiere armate marse e peligne, guidate da Berardo detto "il Francisco", affrontarono contro gli Ungari, oltre che per il controllo del commercio in quanto ritenuto luogo agevole per attraversare l'Appennino centrale nello spartiacque tra le regioni tirreniche e quelle adriatiche.
A seguito delle opere di restauro e completamento volute dall'imperatore Claudio tra il 48 ed il 49 d.C. l'ultima parte della via Tiburtina Valeria tra il valico ed Ostia Aterni assunse il nome di via Claudia Valeria.

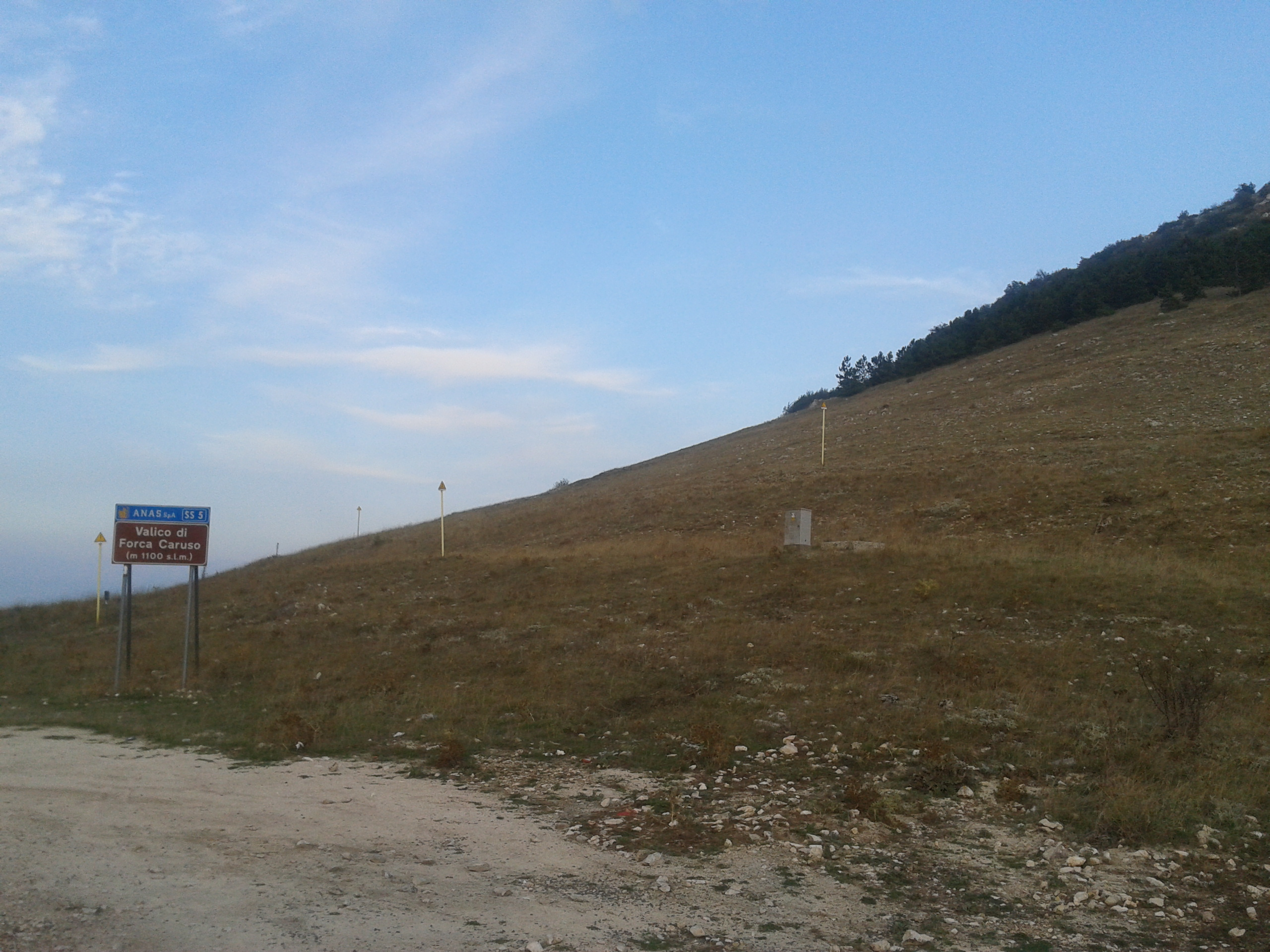
Il valico

In località Piana di San Nicola si trovava lo scomparso monastero benedettino di San Nicola, detto anche monastero di San Nicola de Ferrato, risalente al XII secolo e fatto edificare dal vescovo dei Marsi, san Berardo, come chiesa-rifugio per fedeli e viandanti.
Il luogo situato in posizione strategica lungo le creste montane che separano la Marsica dalla valle Subequana è stata durante il XIX secolo al centro delle vicende legate al brigantaggio.
Il valico risultò per diversi giorni intransitabile a causa delle nevicate del 1929 e del 1956 che colpirono l'intero continente europeo e l'Italia in particolare. 
Con il completamento dell'Autostrada A25 nel 1978 il passo ha perso l'importanza strategica relativa alla sua posizione geografica conservando al contempo le peculiarità paesaggistiche.

## Descrizione

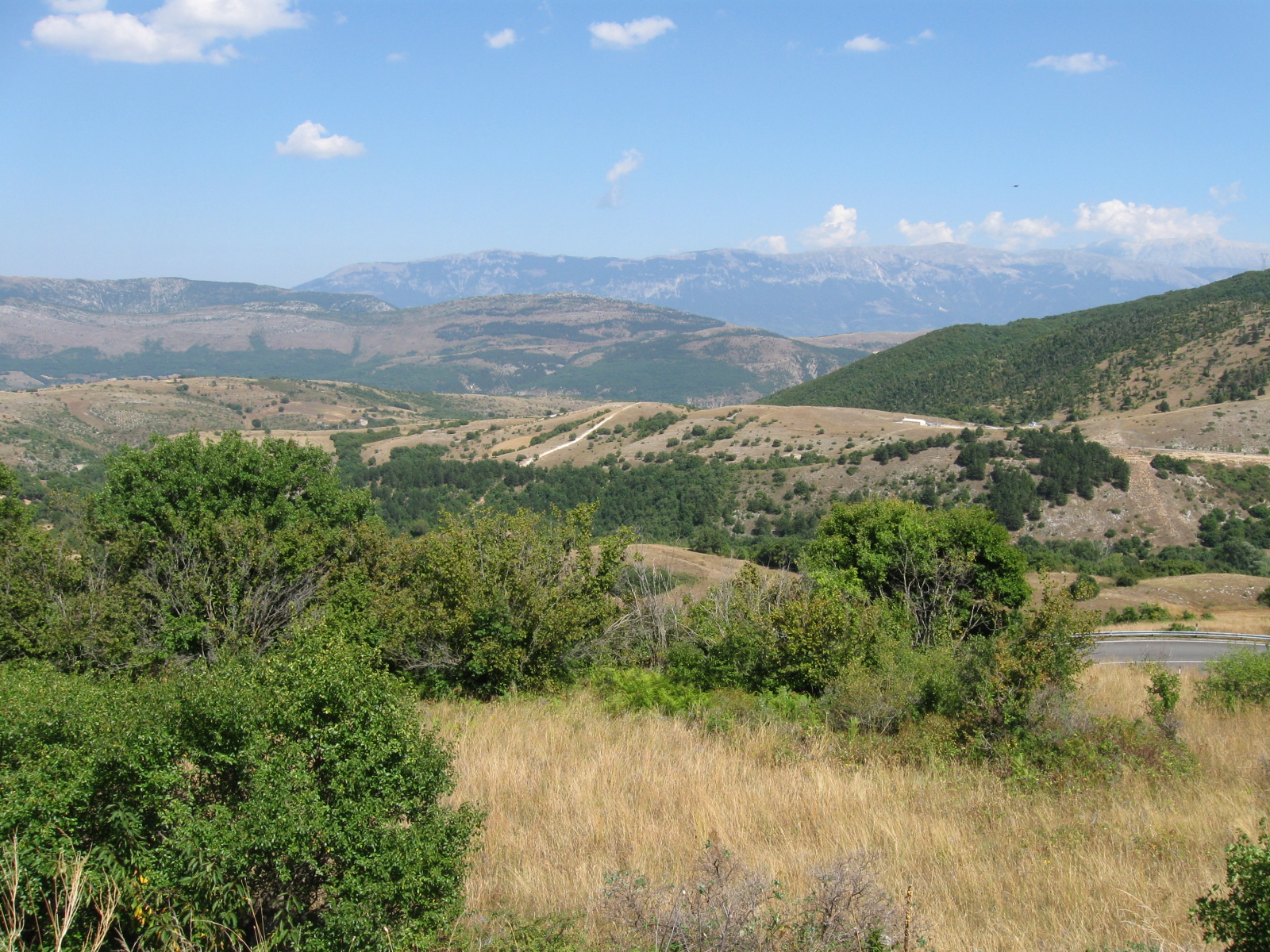
La catena montuosa del Sirente-Velino

Il valico stradale, posto ai margini meridionali del gruppo montuoso del Sirente, raggiunge quota 1107 m s.l.m. ed ha costituito una via di comunicazione storicamente importante, per il fatto d'essere stato per secoli l'unico passo tra il mar Tirreno ed il mare Adriatico attraverso la strada statale 5 Via Tiburtina Valeria. Il passo, posto lungo una linea spartiacque secondaria, delimita inoltre il confine tra i comuni di Collarmele, Pescina e Castel di Ieri ricadenti nell'area del parco naturale regionale Sirente-Velino alle pendici sud-orientali del monte Sirente. 
Non distante, sul monte Coppetella, si trova il parco eolico di Collarmele mentre più a sud l'area è attraversata dalla linea ferroviaria Roma-Pescara.

### Ascensioni
- Monte Ventrino (1507 m s.l.m.)
- Capo di Moro (1534 m s.l.m.)
- Monte Rimagi (1321 m s.l.m.)
- Monte Coppetella (circa 1100 m s.l.m.)[10]